# رامبد جوان
رامبد جوان تبریزی (زادهٔ ۱ دی ۱۳۵۰) بازیگر، کارگردان و مجری تلویزیون ایرانی است. او تا اوایل دههٔ ۱۳۷۰ تنها در تئاتر فعالیت داشت و پس از آن با بازی در سریال همسران (۱۳۷۳) و خانه سبز (۱۳۷۵) وارد کار تلویزیونی شد. او برای نقش‌آفرینی در گناهکاران (۱۳۹۱) برندهٔ سیمرغ بلورین بهترین بازیگر نقش مکمل مرد جشنواره فیلم فجر شد. در دههٔ ۱۳۹۰، جوان بیشتر به‌عنوان مجری برنامهٔ تلویزیونی خندوانه شناخته شد.

## زندگی شخصی
رامبد جوان در ۱ دی ۱۳۵۰ از خانواده‌ای سنتی در تهران با اصالت آذربایجانی به دنیا آمده است.

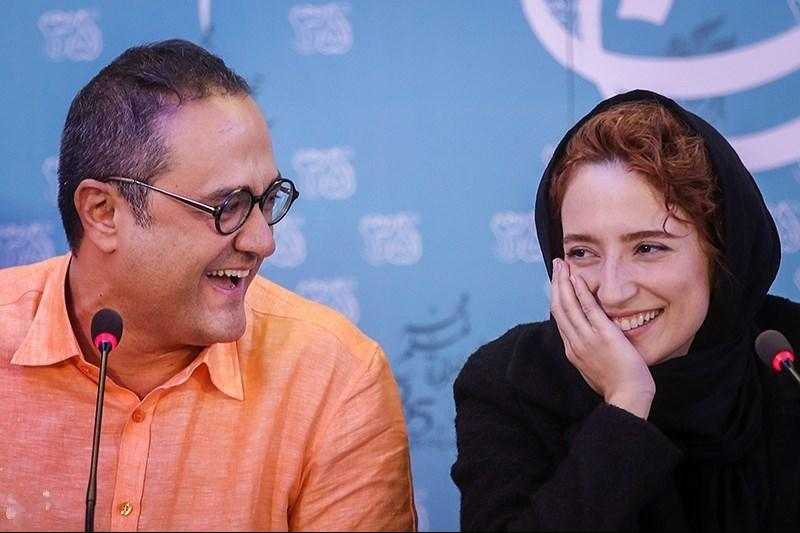
رامبد جوان به همراه همسرش نگار جواهریان در سی و پنجمین دوره جشنواره فیلم فجر برای فیلم نگار

جوان در دههٔ ۱۳۷۰ با ماندانا روحی ازدواج کرد. او در ۲۷ اسفند ۱۳۸۷ با سحر دولتشاهی ازدواج کرد و در ۱۳۹۳ از وی جدا شد. او دو سال بعد با نگار جواهریان ازدواج کرد. پس از انتشار تصاویری از جوان به همراه همسر باردارش، نگار جواهریان، در کانادا، پنداشته شد که وی با هدف زاده شدن فرزندش در خاک کانادا به این سفر رفته است؛ چرا که بر پایه قوانین کانادا، هر نوزادی که در خاک این کشور زاده شود، تابعیت کانادایی می‌گیرد. در ابتدا این شائبه مطرح شد که وی صرفاً برای اکران فیلم در این کشور حاضر شده اما پس از چندی این خبر تکذیب شد. خود جوان در این باره گفت که با هدف اکران فیلم نیامده اما به هر صورت در موازات سفرش به کانادا فیلم را نیز اکران خواهد کرد. جوان در طی همایشی در کانادا پس از سؤال مجری در مورد تصمیم وی درخصوص برنامه سفرش گفت که مشغول تفریح بوده و صرفاً منتظر است فرزندش به دنیا آید و کار به‌خصوصی ندارد. این موضوع موجب انتقادات شدید اما متفاوت مردم و چهره‌های سرشناس مختلف شد. برخی معتقد بودند که حریم خصوصی افراد نباید خدشه‌دار شود و بسیاری نیز وی را شماتت کردند که چرا برخلاف تِم میهن‌گرایانه برنامه‌هایش فرزند خود را برای گرفتن تابعیت کشوری دیگر در کانادا به دنیا می‌آورد و حاضر نیست در خاک ایران منتظر تولد فرزندش باشد. برخی از کاربران اینستاگرام درخصوص یکی از پست‌های اینستاگرامی رامبد جوان در حمایت از کودکان کار وی را به‌شکلی کنایه‌آمیز بابت تولد فرزندش در خاک کانادا سرزنش کردند. اکثریت اعتراضات اما متوجه شعارها و جملات رامبد جوان با درون‌مایه وطن‌پرستی و ملی‌گرایانه وی در برنامه‌ها و اجراهای او بود که در تضاد با قصدش از این سفر می‌باشد. رضا رفیع به طعنه در این خصوص گفت که این اقدام جوان مانند خواندن ترانه‌ای میهن‌پرستانه از سوی سالار عقیلی در مورد ایران اما از قلب کاناداست. وی همچنین افزود که حریم خصوصی برای چهره‌های سرشناس این گونه تعریف نمی‌شود.

## دوران کاری
روند شروع به کار هنری او به ترتیب در تئاتر، تلویزیون و سینما بوده است. او در یازده فیلم سینمایی به ایفای نقش پرداخته است. وی در یک قسمت از مجموعه تلویزیونی پرطرفدار همسران (۱۳۷۳) نقش کوتاهی داشت و همین باعث حضور پررنگ وی در مجموعه تلویزیونی خانه سبز (۱۳۷۵) در نقش «فرید صباحی» شد. «فرید جینگل‌برد» نامی است که رامبد برای مدتی در طول سال‌های دههٔ ۷۰ شمسی بدان مشهور شده بود. نقش‌هایی که جوان در سینما و تلویزیون ایفا می‌کند بیشتر جنبه طنز دارد.

### کارگردانی

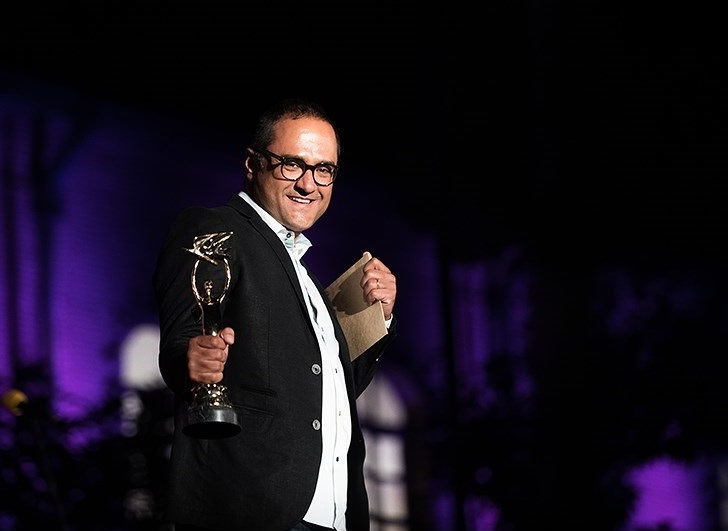
رامبد جوان در هجدهمین جشن سینمای ایران

رامبد جوان کارگردانی چهار مجموعه تلویزیونی به نام‌های گم‌گشته، نشانی، مسافران و توطئه فامیلی را به‌عهده داشته است که مجموعه نشانی ایام نوروز ۸۷ از شبکه دو سیما پخش شد. مجموعه گم‌گشته به نویسندگی سید سعید رحمانی و علی‌رضا کاظمی‌پور نیز در ماه رمضان سال ۱۳۸۰ از سیما پخش شد. وی کارگردان و مجری برنامه خندوانه بود که از ۱۳۹۳ تا ۱۴۰۱ از شبکه نسیم پخش می‌شد. همچنین وی در سال ۱۳۹۹ سریالی برای شبکه نمایش خانگی با نام مردم معمولی ساخت که از ۵ فروردین ۱۴۰۰ از فیلیمو پخش شد.

## دیدگاه‌ها

### دیدگاه‌ها پیرامون سیاست جمهوری اسلامی
در آذر ۱۳۹۶، جوان در پستی نوشت: «سپاسگزاریم از فداکاری همه مدافعان حرم، خانواده‌هاشان و شخص حاج قاسم سلیمانی». وی همچنین پس از مرگ قاسم سلیمانی، وی را شهید و سوپرمن خواند. رامبد جوان در دیدار با رهبر جمهوری اسلامی ایران، سید علی خامنه‌ای، رهبر ایران را «بهترین مشاور ما» خطاب کرد و از او در مورد روش «ارضای» حس هیجان در جوانان پرسید.
برخی باور دارند دیدگاه‌های سیاسی جوان، از زندگی شخصی به کاری‌اش رسیده است؛ همچون ساقی لقایی، کنشگر اجتماعی فارسی‌زبان که از رامبد جوان به خاطر ساخت برنامه‌هایی در جهت «عادی‌سازی» سیاست‌های نظام جمهوری اسلامی انتقاد کرد و اعلام داشت: «آقای جوان می‌توانست در ساخت برنامه از پروپاگاندای سیاسی نظام طفره برود اما این کار را نکرده است و بخشی از برنامه‌هایش به‌طور روشن تبلیغات حکومتی است». البته این نظر، مخالفانی نیز دارد.

### دعوت مردم ایران به مقاومت
در اسفند ۱۳۹۹، رامبد جوان با اشاره‌هایی به شرایط بد جامعهٔ ایران به مردم گفت که: «باید مقاومت کنیم». مهدی خرمدل، فعال رسانه‌ای و روزنامه‌نگار ایرانی در واکنش به این سخنان جوان، نوشت: «نمی‌شود نه هزار کیلومتر آن طرف‌تر زندگی کنیم و فقط برای کسب درآمد میلیاردی از برنامه خندوانه به ایران بیاییم و بعد هم خطاب به مردم بگوییم: «باید مقاومت کنیم». نه، درستش این است: ما که اینجا زندگی نمی‌کنیم اما شما که زندگی می‌کنید، باید مقاومت کنید.» این سخنان، در اشاره به سفر رامبد جوان به کانادا برای زاده‌شدن فرزندش بوده است.
میترا زرگر، جامعه‌شناس، اعلام داشت که «نمی‌شود شما برنامه محبوبی بسازید، چهره بشوید، پول خوبی از صدا وسیما بگیرید، برای سیاست‌های جمهوری اسلامی هم تبلیغ کنید، اما بگویید زندگی خصوصی‌ام به خودم مربوط است». سید ابراهیم نبوی، نویسنده، در مورد جوان اعلام کرد: «آقای جوان خطایی نکرده است. برنامه‌ای پر مخاطب ساخته، پولش را از هنرش درآورده و هرجا بخواهد خرج می‌کند».

## فیلم‌شناسی

### سینما
| سال  | نام فیلم                   | نقش                 | سمت                 | کارگردان               | اکران            | توضیحات |
| ---- | -------------------------- | ------------------- | ------------------- | ---------------------- | ---------------- | --- |
| ۱۴۰۲ | زودپز                      |                     | کارگردان            | رامبد جوان             | ۱۷ مهر ۱۴۰۳      | |
| ۱۳۹۸ | چپ راست                    | بشیر کشاورز         | بازیگر              | حامد محمدی             |                  | - |
| ۱۳۹۷ | طلا                        |                     | تهیه‌کننده           | پرویز شهبازی           | ۱۰ اردیبهشت ۱۳۹۹ | اکران در سی و هفتمین دوره جشنواره فیلم فجر و نامزد تندیس حافظ بهترین فیلم از بیستمین دوره جشن حافظ                                                   |
| ۱۳۹۶ | قانون مورفی                | منوچهر/ادوارد مورفی | بازیگر، کارگردان    | رامبد جوان             | ۱۲ دی ۱۳۹۷       | ۰۰۰'۵۵۹'۹۵۴'۹ تومان فروش |
| ۱۳۹۵ | نگار                       |                     | کارگردان، تهیه‌کننده | رامبد جوان             | ۱۵ شهریور ۱۳۹۶   | نامزد سیمرغ بلورین بهترین کارگردانی از سی و پنجمین دوره جشنواره فیلم فجر و هجدهمین دوره جشن حافظ                                                     |
| ۱۳۹۲ | آزادی مشروط                | خسرو                | بازیگر              | حسین مهکام             | ۲۸ بهمن ۱۳۹۴     | در سی و سومین دوره جشنواره فیلم فجر اکران شد. |
| ۱۳۹۲ | آذر، شهدخت، پرویز و دیگران | بهرام کیانی         | بازیگر              | بهروز افخمی            | ۱ مرداد ۱۳۹۳     | در سی و دومین دوره جشنواره فیلم فجر اکران شد. |
| ۱۳۹۳ | پریدن از ارتفاع کم         |                     | بازیگر              | حامد رجبی              | -                | - |
| ۱۳۹۱ | نیکان و بچه غول            |                     | بازیگر              | رحمان رضایی            | -                | - |
| ۱۳۹۱ | گناهکاران                  | روانگر              | بازیگر              | فرامرز قریبیان         | ۱۰ مهر ۱۳۹۲      | برنده سیمرغ بهترین بازیگر مکمل نقش مرد از سی و یکمین دوره جشنواره بین‌المللی فیلم فجر و نامزد تندیس حافظ بهترین بازیگر مرد از چهاردهمین دوره جشن حافظ |
| ۱۳۹۰ | آزمایشگاه                  | سپهر فرسایی         | بازیگر              | حمید امجد              | -                | - |
| ۱۳۸۹ | دختر شاه پریون             |                     | بازیگر              | کامران قدکچیان         | -                | - |
| ۱۳۸۹ | دیو و دلبر                 | رامبد جوان          | بازیگر              | وحید نیکخواه‌آزاد       | -                | - |
| ۱۳۸۹ | ورود آقایان ممنوع          |                     | کارگردان            | رامبد جوان             | ۲۵ اسفند ۱۳۸۹    | اکران در بیست و نهمین دوره جشنواره فیلم فجر و ۵ میلیارد تومان فروش در سال ۱۳۹۰                                                                       |
| ۱۳۸۸ | پسر آدم، دختر حوا          | ناصر نیکخو          | بازیگر، کارگردان    | رامبد جوان             | ۲۳ تیر ۱۳۸۹      | اکران در بیست و هشتمین دوره جشنواره فیلم فجر و موفقترین و پربیننده‌ترین و پرفروش‌ترین فیلم کمدی در سال ۱۳۸۹                                            |
| ۱۳۸۷ | شبی در تهران               | فرهاد               | بازیگر              | بهرام کاظمی            | -                | - |
| ۱۳۸۶ | جعبه موسیقی                |                     | بازیگر              | فرزاد مؤتمن            | -                | - |
| ۱۳۸۵ | زن بدلی                    | آرش سپهری           | بازیگر              | مهرداد میر فلاح        | -                | - |
| ۱۳۸۵ | سوغات فرنگ                 | منوچهر              | بازیگر              | کامران قدکچیان         | -                | - |
| ۱۳۸۵ | نسل جادویی                 |                     | بازیگر              | ایرج کریمی             | -                | - |
| ۱۳۸۳ | اسپاگتی در هشت دقیقه       |                     | بازیگر، کارگردان    | رامبد جوان             | ۲۶ مرداد ۱۳۸۴    | برنده جایزه بهترین کارگردانی بیستمین جشنواره بین‌المللی فیلم‌های کودکان و نوجوانان اصفهان                                                              |
| ۱۳۸۳ | مکس                        | نکونام              | بازیگر              | سامان مقدم             | ۲۳ آذر ۱۳۸۴      | - |
| ۱۳۸۲ | صورتی                      | شهرام               | بازیگر              | فریدون جیرانی          | -                | - |
| ۱۳۸۰ | سیندرلا                    |                     | بازیگر              | بیژن بیرنگ، مسعود رسام | -                | - |
| ۱۳۷۸ | مومیایی ۳                  | بهروز               | بازیگر              | محمدرضا هنرمند         | ۱۸ خرداد ۱۳۷۹    | در هجدهمین دوره جشنواره فیلم فجر اکران شد. |
| ۱۳۷۶ | کمکم کن                    | دکتر حبیب           | بازیگر              | رسول ملاقلی‌پور         | -                | - |
| ۱۳۷۶ | پشت دیوار شب               |                     | بازیگر              | مهران تأییدی           | -                | - |

### تلویزیون
| سال       | نام مجموعه       | سمت                    | کارگردان               | شبکه      | پخش                       |
| --------- | ---------------- | ---------------------- | ---------------------- | --------- | ------------------------- |
| ۱۴۰۱–۱۳۹۳ | خندوانه          | کارگردان، مجری         | رامبد جوان             | نسیم      | ۱۳۹۳–۱۴۰۱                 |
| ۱۳۹۲      | گوشه دل تهرون    | کارگردان               | رامبد جوان             | ۵ (تهران) | سال تحویل ۱۳۹۳            |
| ۱۳۹۲      | پژمان            | بازیگر مهمان (یک قسمت) | سروش صحت               | ۳         | ۱۳۹۲                      |
| ۱۳۹۲      | کلاه‌قرمزی ۹۲     | بازیگر مهمان           | ایرج طهماسب            | ۲         | ۱۳۹۲                      |
| ۱۳۹۱      | گپ               | کارگردان، مجری         | رامبد جوان             | آی فیلم   | ۱۳۹۱                      |
| ۱۳۹۰      | ساختمان پزشکان   | بازیگر مهمان (سه قسمت) | سروش صحت               | ۳         | ۱۳۹۰                      |
| ۱۳۸۹      | توطئه فامیلی     | بازیگر، کارگردان       | رامبد جوان             | ۱         | ۱۳۹۰                      |
| ۱۳۸۸      | مسافران          | بازیگر، کارگردان       | رامبد جوان             | ۳         | ۱۳۸۸                      |
| ۱۳۸۷      | نشانی            | بازیگر، کارگردان       | رامبد جوان             | ۲         | نوروز ۱۳۸۷                |
| ۱۳۸۷      | بزرگ‌مرد کوچک     | بازیگر                 | مسعود رسام             |           | ۱۳۸۷                      |
| ۱۳۸۲      | تله‌فیلم «آسفالت» | بازیگر، کارگردان       | رامبد جوان             |           |                           |
| ۱۳۸۲–۱۳۸۱ | باغ بلور         | کارگردان               | رامبد جوان             | -         | این مجموعه نمایش داده نشد |
| ۱۳۸۰      | گمگشته           | کارگردان               | رامبد جوان             | ۳         | رمضان                     |
| ۱۳۷۹      | ولایت عشق        | بازیگر                 | مهدی فخیم‌زاده          | ۱         | -                         |
| ۱۳۷۷      | کت جادویی        | بازیگر                 | محمدحسین لطیفی         | ۳         | -                         |
| ۱۳۷۷      | هتل              | بازیگر مهمان           | مرضیه برومند           | -         | -                         |
| ۱۳۷۷      | جمعه بازار       | کارگردان               | رامبد جوان             |           | مجموعه طنز آیتمی          |
| ۱۳۷۶      | تولدی دیگر       | نویسنده فیلم‌نامه اولیه | داریوش فرهنگ           | -         | -                         |
| ۱۳۷۶      | در همین حوالی    | نویسنده                | -                      | -         | -                         |
| ۱۳۷۶      | سرزمین سبز       | بازیگر                 | بیژن بیرنگ، مسعود رسام | -         | -                         |
| ۱۳۷۵      | خانه سبز         | بازیگر                 | بیژن بیرنگ، مسعود رسام | ۲         | -                         |
| ۱۳۷۴–۱۳۷۵ | نوعی دیگر        | بازیگر                 | بهروز بقایی            | -         | -                         |
| ۱۳۷۴      | فروشگاه          | بازیگر                 | احمد بهبهانی           | -         | -                         |
| ۱۳۷۴      | همسران           | بازیگر                 | بیژن بیرنگ، مسعود رسام | -         | -                         |
| ۱۳۷۴      | نوروز ۷۴         | بازیگر                 | محمد صالح علا          | -         | -                         |
| ۱۳۷۳      | صرفه جویی آب     | بازیگر                 | -                      | -         | -                         |

### شبکه نمایش خانگی
| سال  | نام مجموعه   | سمت                           | کارگردان       | پخش  |
| ---- | ------------ | ----------------------------- | -------------- | ---- |
| ۱۳۹۰ | شام ایرانی   | بازیگر                        | بیژن بیرنگ     | ۱۳۹۰ |
| ۱۳۹۳ | کوچه مروارید | بازیگر                        | سعید سالار زهی | ۱۳۹۳ |
| ۱۴۰۰ | مردم معمولی  | کارگردان و تهیه‌کننده و بازیگر | رامبد جوان     | ۱۴۰۰ |
| ۱۴۰۱ | مهمونی       | بازیگر مهمان                  | ایرج طهماسب    | ۱۴۰۱ |
| ۱۴۰۳ | کارناوال     | کارگردان و مجری               | رامبد جوان     | ۱۴۰۴ |

### تئاتر
| سال       | نمایش                        | کارگردانی      | سمت       | مکان               |
| --------- | ---------------------------- | -------------- | --------- | ------------------ |
| ۱۳۹۸      | قصر موروثی خاندان فرانکشتاین | آتیلا پسیانی   | بازیگر    | تماشاخانه ایرانشهر |
| ۱۳۹۸      | زیبایی گاهی زن است           | سهراب حسینی    | تهیه‌کننده | پردیس تئاتر شهرزاد |
| ۱۳۹۵      | اسلحه ناموس منه              | احسان گودرزی   | تهیه‌کننده | تئاتر مستقل تهران  |
| ۱۳۹۷−۱۳۹۲ | مثل شلوار جین آبی            | احسان گودرزی   | تهیه‌کننده | عمارت نوفل لوشاتو  |
| ۱۳۹۱      | درخت بلوط                    | وحید رهبانی    | بازیگر    | تماشاخانه ایرانشهر |
| ۱۳۹۰      | زنی از گذشته                 | محمد عاقبتی    | بازیگر    | تماشاخانه ایرانشهر |
| ۱۳۸۹      | کالیگولا                     | همایون غنی‌زاده | بازیگر    | تماشاخانه ایرانشهر |

### ترانه‌شناسی
| سال  | نام ترانه | ترانه‌سرا   | آهنگساز     | تنظیم کننده | میکس و مسترینگ    | تاریخ انتشار | توضیحات                       |
| ---- | --------- | ---------- | ----------- | ----------- | ----------------- | ------------ | ----------------------------- |
| ۱۳۹۴ | لبخند     | فرشید مهری | احسان احمدی | احسان احمدی | دامون آرمانی نژاد |              | به صورت همراهی با مجید اخشابی |

### دوبلور
| سال  | نام مجموعه     | نقش     | کارگردان    | پخش   |
| ---- | -------------- | ------- | ----------- | ----- |
| ۱۴۰۳ | فیلم گارفیلد   | گارفیلد | مارک دیندال | نماوا |
| ۱۴۰۳ | درون و بیرون ۲ | ترس     | کلسی من     | نماوا |

## دستاوردها
| سال  | جایزه                                               | رده                                           | کار نامزدشده         | نتیجه    |
| ---- | --------------------------------------------------- | --------------------------------------------- | -------------------- | -------- |
| ۱۳۸۴ | بیستمین جشنواره بین‌المللی فیلم‌های کودکان و نوجوانان | بهترین کارگردانی                              | اسپاگتی در هشت دقیقه | برنده    |
| ۱۳۹۱ | دومین دوره جشنواره تلویزیونی جام جم                 | تقدیر از هنرمندان                             |                      | برنده    |
| ۱۳۹۱ | سی و یکمین دوره جشنواره فیلم فجر                    | بهترین بازیگر نقش مکمل مرد                    | گناهکاران            | برنده    |
| ۱۳۹۲ | سی و دومین دوره جشنواره فیلم فجر                    | بهترین آنونس                                  | خسته نباشید!         | نامزدشده |
| ۱۳۹۳ | چهاردهمین دوره جشن حافظ                             | بهترین بازیگر مرد سینما                       | گناهکاران            | نامزدشده |
| ۱۳۹۳ | شانزدهمین جشن سینمای ایران                          | بهترین آنونس                                  | خسته نباشید!         | برنده    |
| ۱۳۹۴ | پانزدهمین دوره جشن حافظ                             | بهترین چهره تلویزیونی                         | خندوانه              | برنده    |
| ۱۳۹۴ | دومین جوایز تلویزیونی سه ستاره                      | بهترین برنامه سال ۱۳۹۴                        | خندوانه              | برنده    |
| ۱۳۹۵ | شانزدهمین دوره جشن حافظ                             | بهترین چهره تلویزیونی                         | خندوانه              | نامزدشده |
| ۱۳۹۵ | سی و پنجمین دوره جشنواره فیلم فجر                   | بهترین کارگردانی                              | نگار                 | نامزدشده |
| ۱۳۹۵ | سومین جوایز تلویزیونی سه ستاره                      | بهترین مجری تلویزیونی                         | خندوانه              | نامزدشده |
| ۱۳۹۶ | هفدهمین دوره جشن حافظ                               | بهترین چهره تلویزیونی                         | خندوانه              | نامزدشده |
| ۱۳۹۶ | سومین جشنواره سینه‌ایران                             | بهترین فیلم مردمی                             | نگار                 | برنده    |
| ۱۳۹۷ | هجدهمین جشن حافظ                                    | بهترین چهره تلویزیونی                         | خندوانه              | نامزدشده |
| ۱۳۹۷ | هجدهمین جشن حافظ                                    | بهترین کارگردانی سینمایی                      | نگار                 | نامزدشده |
| ۱۳۹۷ | پنجمین دوره جشنواره تلویزیونی جام جم                | بهترین برنامه برای اثرگذاری و اجرای امیدآفرین | خندوانه              | برنده    |
| ۱۳۹۸ | نوزدهمین دوره جشن حافظ                              | بهترین چهره تلویزیونی                         | خندوانه              | نامزدشده |
| ۱۳۹۹ | بیستمین دوره جشن حافظ                               | بهترین فیلم                                   | طلا                  | نامزدشده |